# Fronteras de Colombia
Colombia se encuentra ubicada en la esquina noroccidental de América del Sur, confinada entre la enorme selva amazónica y los océanos Atlántico y Pacífico, siendo además cruzada por la gran cordillera de los Andes. Debido a esta conformación del territorio, posee límites tanto naturales como políticos; como complemento a esta última definición se encuentran las denominadas fronteras. El país ejerce su soberanía dentro del territorio comprendido por estas.
Colombia cuenta con 6342 km de fronteras terrestres y, adicionalmente, posee linderos marítimos en el mar Caribe y en el océano Pacífico. Su territorio continental limita con cinco países: Venezuela y Brasil por el oriente, Ecuador y Perú por el sur y Panamá por el noroccidente. Los límites marítimos son un poco más amplios: Nicaragua, Costa Rica, República Dominicana, Haití, Honduras, Panamá, Venezuela y Jamaica por el Caribe; Ecuador, Panamá y Costa Rica por el Pacífico.

## Historia
La historia de la definición de los límites de Colombia empieza a partir de 1819, año en que se alcanzó la independencia completa del país, y se fundamentó el principio en el cual se basaron las posteriores negociaciones para fijar los límites del país con sus vecinos. Este inequívoco punto de partida fue el uti possidetis iuris de 1810, que se refería al territorio que poseía el Virreinato de Nueva Granada en aquel año.
Durante el siglo XIX, Colombia en cada una de sus constituciones definía sus límites como los mismos que en el año de 1810 dividían el territorio del Virreinato de Nueva Granada del de las capitanías generales de Venezuela y Guatemala, y del territorio de las posesiones portuguesas del Brasil. Sin embargo los linderos con los países vecinos nunca estuvieron formalmente delineados y fueron punto de controversia.
El uti possidetis representó la fórmula diplomática empleada entre las naciones suramericanas con ocasión de definir límites o dirimir conflictos entre naciones colindantes, eventualmente beligerantes. Tomando como base el principio del uti possidetis iuris, Colombia negoció límites con Venezuela, Costa Rica (cuando todavía eran países limítrofes), Ecuador y Perú, pues con Brasil se aplicó otro principio: el uti possidetis de facto, según el cual aquel país exigía que la frontera siguiera hasta donde sus nacionales poseyeran tierras.
Las actuales fronteras terrestres de Colombia se definieron por medio de varios tratados, la mayoría de los cuales aún permanecen vigentes. Normalmente estos determinan los límites del espacio continental del país por medio de montañas, ríos u otros accidentes geográficos, los cuales delimitan hasta dónde los países incluidos en estos acuerdos pueden ejercer su soberanía.

## Fronteras terrestres
Las fronteras en la siguiente tabla están listadas por país, empezando desde el norte-oriente y corriendo alrededor de Colombia en el sentido de las agujas del reloj:
| País      | Longitud (km) | Departamentos fronterizos                                               |
| --------- | ------------- | ----------------------------------------------------------------------- |
| Venezuela | 2219          | La Guajira, Cesar, Norte de Santander, Boyacá, Arauca, Vichada, Guainía |
| Brasil    | 1645          | Guainía, Vaupés, Amazonas                                               |
| Perú      | 1626          | Amazonas, Putumayo                                                      |
| Ecuador   | 586           | Putumayo, Nariño                                                        |
| Panamá    | 266           | Chocó                                                                   |

### Brasil

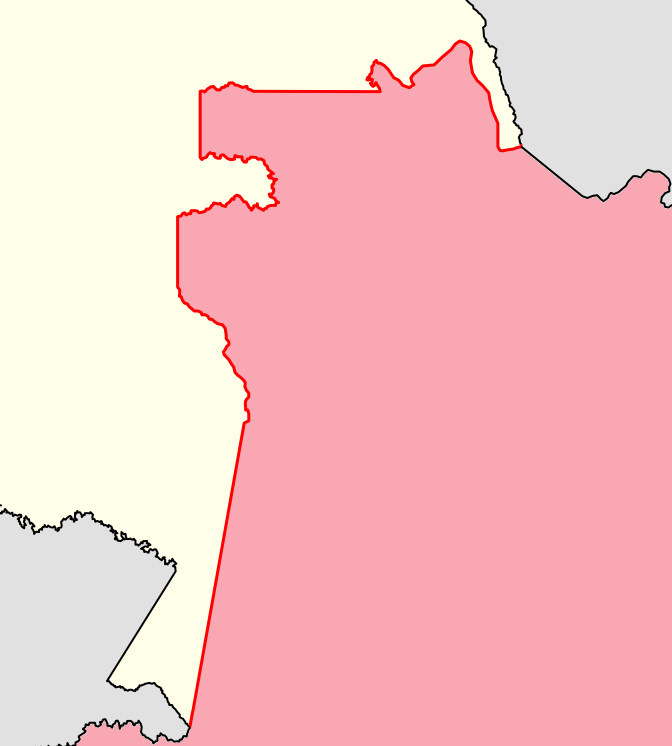
Frontera entre Brasil y Colombia.

La frontera con Brasil cuenta con un total de 1645 km, siendo por tanto la segunda de mayor extensión de Colombia, y la primera en ser delimitada de forma definitiva por medio de tratados. La frontera inicia al sur, en la desembocadura de la quebrada San Antonio en el río Amazonas cerca de la ciudad de Leticia, sigue en línea recta hacia el norte hasta la desembocadura del río Apaporis en el Caquetá, de allí por el curso de este hasta encontrar el río Taraira, que remonta hasta su cabecera; desde aquí hacia el norte en línea recta hasta el río Papurí, y por este hasta el Vaupés aguas arriba hasta el río Querarí que por otro meridiano va al norte hasta el río Isana, luego sigue por la serranía del Naquén hasta encontrar la isla de San José en el río Negro.
Los departamentos que forman parte de esta frontera son Amazonas, Guainía y Vaupés. Por recorrer una gran franja de la región amazónica, esta frontera es habitada en su mayoría por pueblos indígenas de ambos países.
La frontera colombo-brasileña se encuentra establecida por dos tratados, actualmente vigentes:
1. Tratado Vásquez Cobo-Martins: firmado en Bogotá el 24 de abril de 1907. La negociación de este acuerdo cubría la delimitación desde la isla de San José hasta la desembocadura del río Apaporis en el río Caquetá.
2. Tratado García Ortiz-Mangabeira: después de una fuerte disputa territorial con Ecuador y Perú debido a la indefinición de la frontera amazónica desde la disolución de la Gran Colombia, se logró llegar a un acuerdo con Brasil. Al terminar las negociaciones se pudo firmar el tratado en Río de Janeiro el 15 de noviembre de 1928, en el cual se tocaban temas de límites y navegación fluvial y que fijaban la frontera en la línea Apaporis-Tabatinga.[11]

### Ecuador

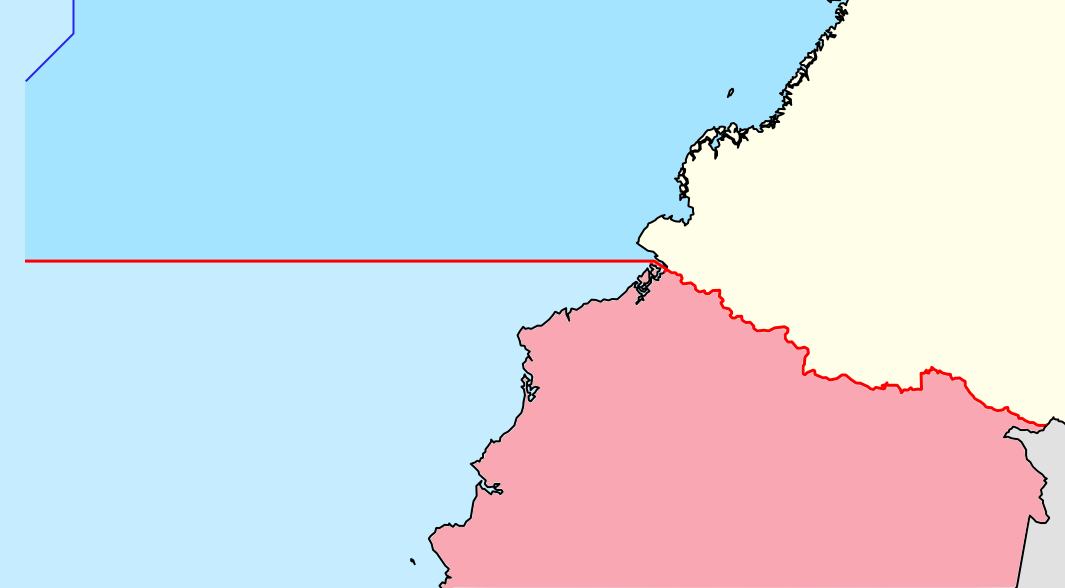
Frontera entre Colombia y Ecuador.

La frontera con Ecuador cuenta con 586 km, iniciando en la desembocadura del río Mataje en el océano Pacífico hasta llegar al río Mira, y por este hasta llegar al San Juan; desde aquí sigue hasta llegar a la cumbre del volcán Chiles, donde encuentra el río Carchi y a través de su curso y por el de varios ríos pequeños continúa hasta el nacimiento del río San Miguel, el cual sigue hasta su confluencia con el Putumayo, cuyo curso recorre hasta la desembocadura del río Güepí.
Los departamentos que pertenecen a esta frontera son Nariño y Putumayo. Esta frontera, a pesar de su corta extensión, discurre por terrenos de variada geografía, incluyendo las planicies del Pacífico, el espacio andino y la Amazonía.
Los límites entre Ecuador y Colombia se empezaron a negociar tan pronto la Gran Colombia se disolvió en 1830. A pesar de ello fue dificultoso llegar a un trazado conveniente para ambas partes debido a los límites imprecisos fijados por el imperio español durante la colonia, por lo cual la frontera común permaneció en disputa durante largo tiempo.
Dicho límite se estableció gracias a varios tratados, de los cuales solo el último celebrado entre ambos países continúa vigente:
1. Tratado de Pasto: firmado el 30 de mayo de 1833, solo establecía los límites entre ambas naciones en la franja que cubre el nudo de los Pastos.[14][15]
2. Tratado de Bogotá del 9 de julio de 1856: al igual que su antecesor, solo demarcaba cierto sector de la frontera común entre el océano Pacífico y el río Carchi.[16]
3. Tratado Muñoz Vernaza-Suárez: se firmó en Bogotá el 15 de julio de 1916. Este acuerdo, definitivo, determinó los actuales 586 km de frontera que separan los dos países.[17]

### Panamá

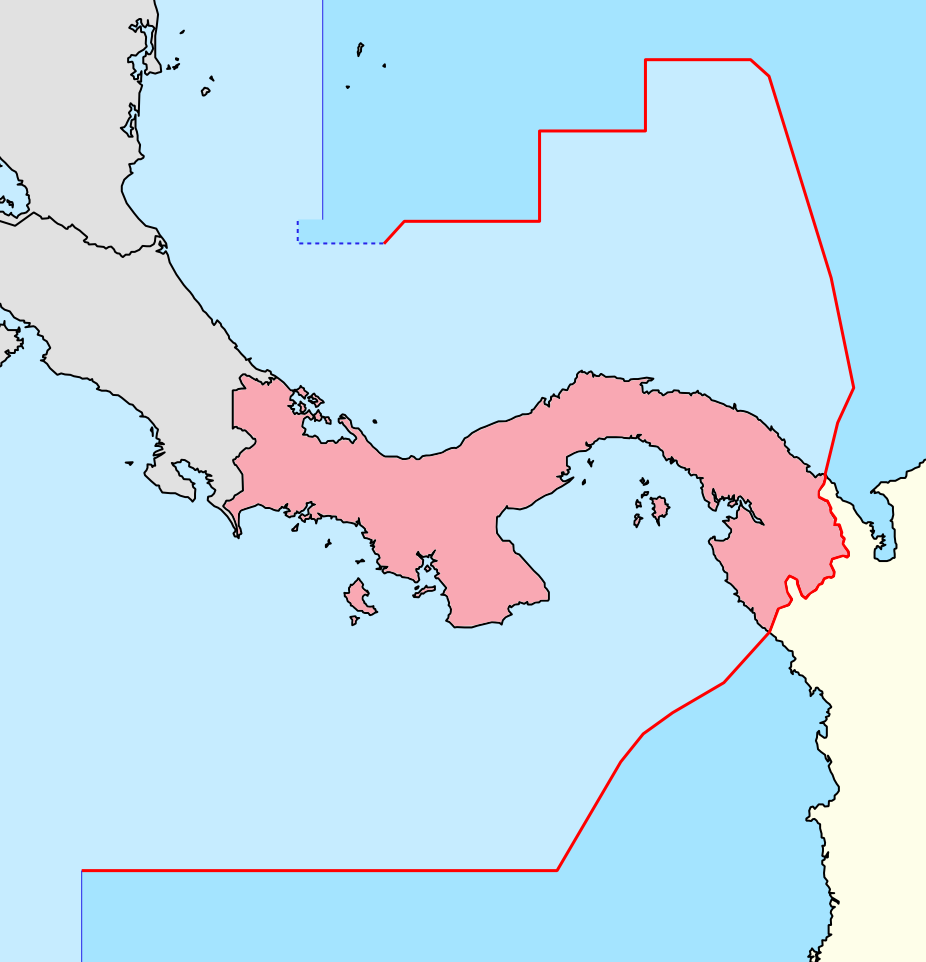
Frontera entre Colombia y Panamá.

La frontera con Panamá es la más pequeña que posee Colombia en su territorio continental, con un total de 266 km, comprendiendo todo el territorio entre las puntas Cocalito y Ardita, en el océano Pacífico, y cabo Tiburón en el mar Caribe. La característica más peculiar de este límite es que discurre totalmente por la región del Darién, una de las más inaccesibles de la geografía suramericana, teniendo únicamente como departamento limítrofe al Chocó.
La frontera colombo-panameña se encuentra establecida por dos tratados:
1. Tratado Thomson-Urrutia: este tratado se firmó en Bogotá el 6 de abril de 1914. En este tratado, Estados Unidos le dio a Colombia una indemnización económica por la separación de Panamá, mientras Colombia aceptó la total soberanía de su antiguo departamento.
2. Tratado Vélez-Victoria: se firmó en Bogotá el 20 de agosto de 1924. Con este tratado se determinó por completo la delimitación de las fronteras entre los dos territorios.[19]

### Perú

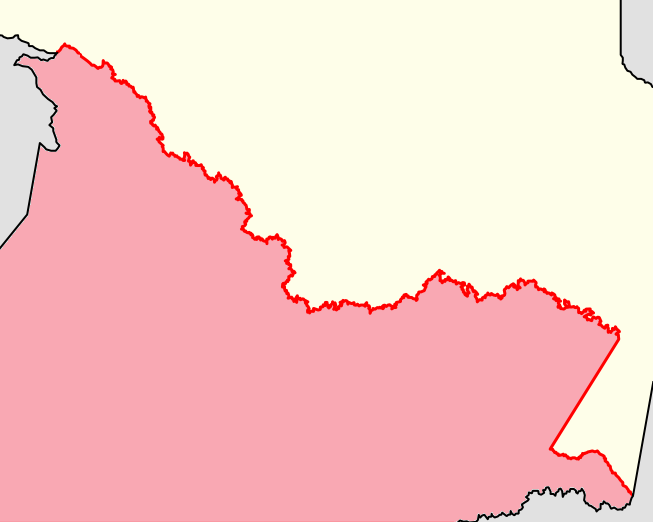
Frontera entre Colombia y Perú.

La frontera con Perú posee un total de 1.626 km, convirtiéndose así en la tercera frontera más larga de Colombia. Inicia en la confluencia de los ríos Güepí y Putumayo, siguiendo aguas abajo por este hasta la boca del río Yaguas, de donde sigue una línea recta hasta la boca del río Atacuari, en el Amazonas; y  por el curso de este último hasta la desembocadura de la quebrada San Antonio, en Leticia.
Los departamentos que pertenecen a esta frontera son Amazonas y Putumayo. Por medio de ella se realiza un gran intercambio de bienes entre ambas repúblicas. La importancia de ésta frontera radica en su pertenencia a la Amazonía, un gran espacio continental que contiene mucha fauna y flora. Además, de ser el llamado "pulmón del mundo".
La frontera colombo-peruana está determinada por un tratado y un protocolo:
1. Tratado Salomón-Lozano: se firmó en Lima el 24 de marzo de 1922. Este tratado determinó la totalidad de la frontera entre los dos países, que algunos años después sería ratificada por medio de un protocolo.
2. Protocolo Urdaneta-Valencia-Cano y Martua Belande-Ulloa: se firmó en Río de Janeiro el 24 de mayo de 1934. Es un protocolo que buscaba amistad y cooperación entre los países. Además, este ratificó la frontera entre los dos países y se realizó un compromiso para desmilitarizar la frontera.[21]

### Venezuela

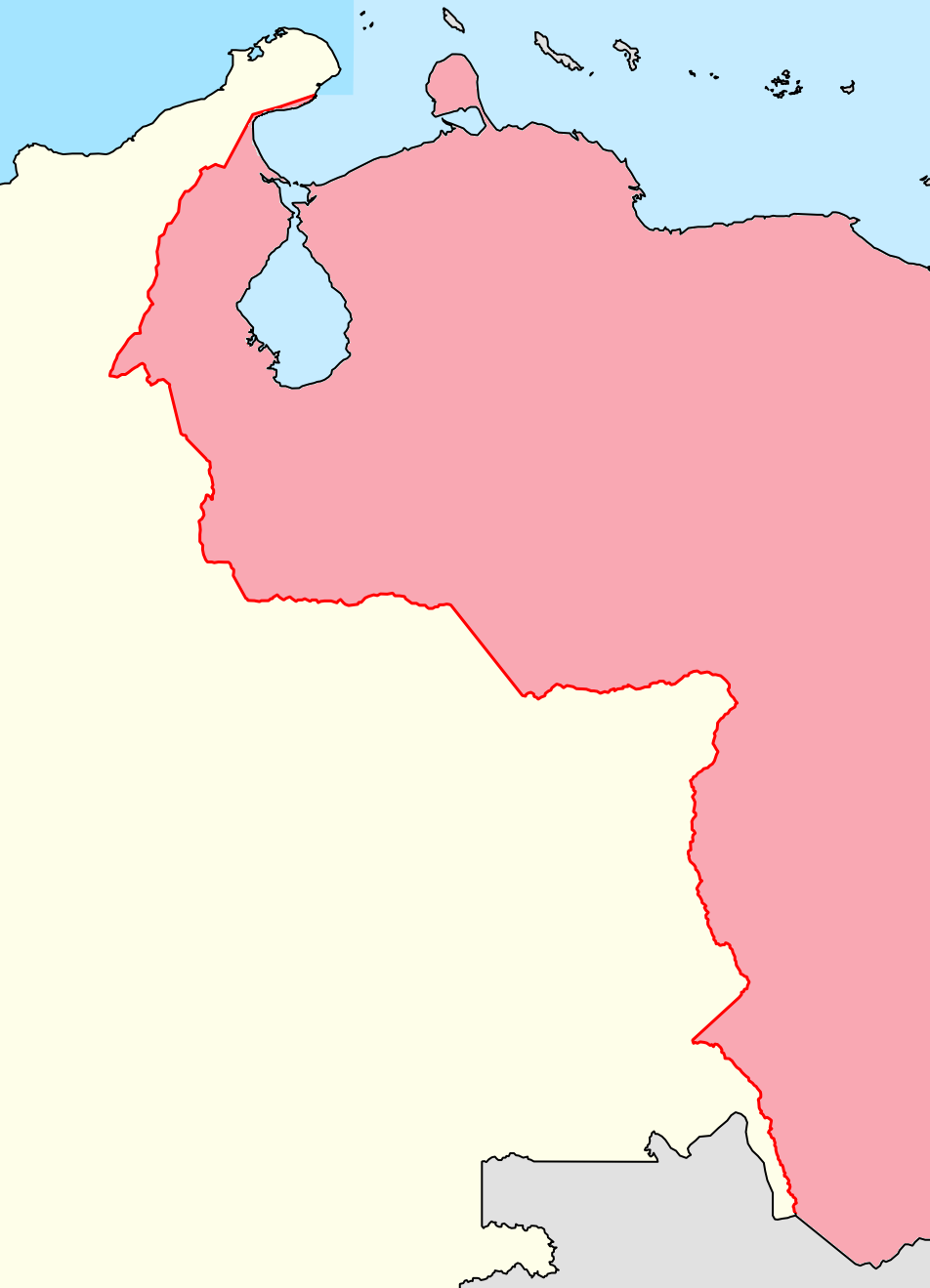
Frontera entre Colombia y Venezuela.

La frontera con Venezuela cuenta con un total de 2.219 km, convirtiéndose así en la frontera más larga que posee Colombia con país alguno. Cubre un amplio territorio entre La Guajira y la Piedra del Cocuy en el río Negro, iniciando en la bahía de Cocinetas al norte para ir hasta los montes de Oca, luego por la cumbre de la serranía del Perijá hasta el río de Oro y por este hasta el Catatumbo, pasa después en línea recta por la confluencia de los ríos Tarra y Sardinata, y por otra recta que va hasta la del Grita en el Zulia; sigue por las quebradas La China, San Pedro y Pamplonita hasta llegar al páramo de Tamá, allí encuentra el origen del río Sarare y por su curso hasta el Arauca para luego recorrer el Meta hasta su desembocadura en el río Orinoco; este aguas arriba hasta el Atabapo, pasa al río Guainía y finalmente llega a la isla San José en frente de la Piedra del Cocuy.
Los departamentos que forman parte de la frontera son La Guajira, Cesar, Norte de Santander, Boyacá, Arauca, Vichada y Guainía. Por medio de esta frontera ambos países comparten dos territorios continentales muy importantes: la Orinoquía, ubicada al sur del río Arauca y la cuenca del Lago Maracaibo, ubicado al norte del mismo. Está frontera ha sido una de las más difíciles de trazar debido a los intereses de ambas naciones sobre los territorios que ésta comprende, a ambos lados de la línea limítrofe; igualmente es una de las que más problemas sociales y económicos posee.
La frontera colombo-venezolana está actualmente delimitada por dos tratados (Laudo Arbitral Español de 1891 y Tratado de 1941), aunque hasta la fecha se han negociado cinco de ellos:
1. Tratado Michelena-Pombo: firmado en 1833, determinó la mayoría de la frontera colombo-venezolana entre la Guajira y el río Orinoco. Sin embargo no demarcó de forma efectiva gran parte de la península y por esta cuestión la ratificación por parte de Venezuela quedó inconclusa.
2. Tratado Arosemena-Guzmán: fue firmado en Caracas el 14 de septiembre de 1881, por medio de este ambas partes decidieron que el Gobierno Español sería quien definiese las fronteras de los países.
3. Laudo Arbitral Español de la Reina María Cristina: Por medio de este tratado se determinó gran parte de las fronteras entre los dos países, firmado en Madrid por la reina María Cristina el 16 de marzo de 1891. El territorio que cubrió el Laudo fue: Guajira, Serranías Perijá y Motilones-San Faustino, Serranía Tama-Sarare, Arauca y Meta, Ríos Orinoco y Negro.
4. Sentencia del Consejo Federal Suizo: suscrito en Berna el 24 de mayo de 1922, sirvió para determinar varias partes de la frontera que el Laudo Arbitral Español de 1881 no pudo. Tiene cobertura en: San Faustino, Catatumbo, Zulia, Yavita, Pimichin, Arauca y Meta.
5. Tratado López de Mesa-Gil Borges: se firmó en Villa del Rosario[23] el 5 de abril de 1941, en el cual se terminan de definir las fronteras entre los dos países. Da solución a las divergencias en el río de Oro y en la región del Sarare, y concluye el proceso de demarcación.[24]

## Fronteras marítimas
Colombia es el único país de América del Sur que posee costas en los dos mares más importantes del mundo (océano Atlántico, en su brazo del mar Caribe, y el océano Pacífico, el más grande del mundo). Es por ello que sus fronteras marinas superan incluso a las terrestres en extensión y cantidad de vecinos. La mayoría de ellas están medidas con respecto a las líneas de base, que son las líneas a partir de la cual Colombia mide el mar territorial, la zona contigua, la zona económica exclusiva y la plataforma continental.
La pertenencia de las islas de San Andrés y Providencia en el Caribe y la isla de Malpelo en el Pacífico quedó resuelta por medio del Laudo Francés de 1900, dado con motivo del tratado del 4 de noviembre de 1896 celebrado entre Colombia y Costa Rica (cuando todavía eran países limítrofes en tierra), el cual dictaminó que las islas, islotes y bancos situados en el Atlántico con proximidad a la costa del este y sureste de punta Mona fueran de Colombia, mientras los ubicados al oeste y noroeste a Costa Rica.
El país posee límites con 7 naciones en el mar Caribe (Costa Rica, Haití, Honduras, Jamaica, Nicaragua, Panamá y República Dominicana). Algunas de estas fronteras aún están en disputa debido a la importancia comercial y económica de estas aguas, por haber en ellas grandes recursos naturales (como petróleo y reservas pesqueras, entre otros), sino también por ser una de las principales entradas y salidas de embarcaciones en Latinoamérica. El territorio marítimo colombiano en estas aguas suma un total de 589.360 km².
En tanto en el océano Pacífico Colombia solo posee fronteras con 3 países (Costa Rica, Ecuador y Panamá), en su totalidad definidas por tratados vigentes. Por el Pacífico se realizan gran parte de las exportaciones e importaciones de productos del país. El territorio marítimo colombiano en estas aguas suma un total de 339.200 km².

### Costa Rica

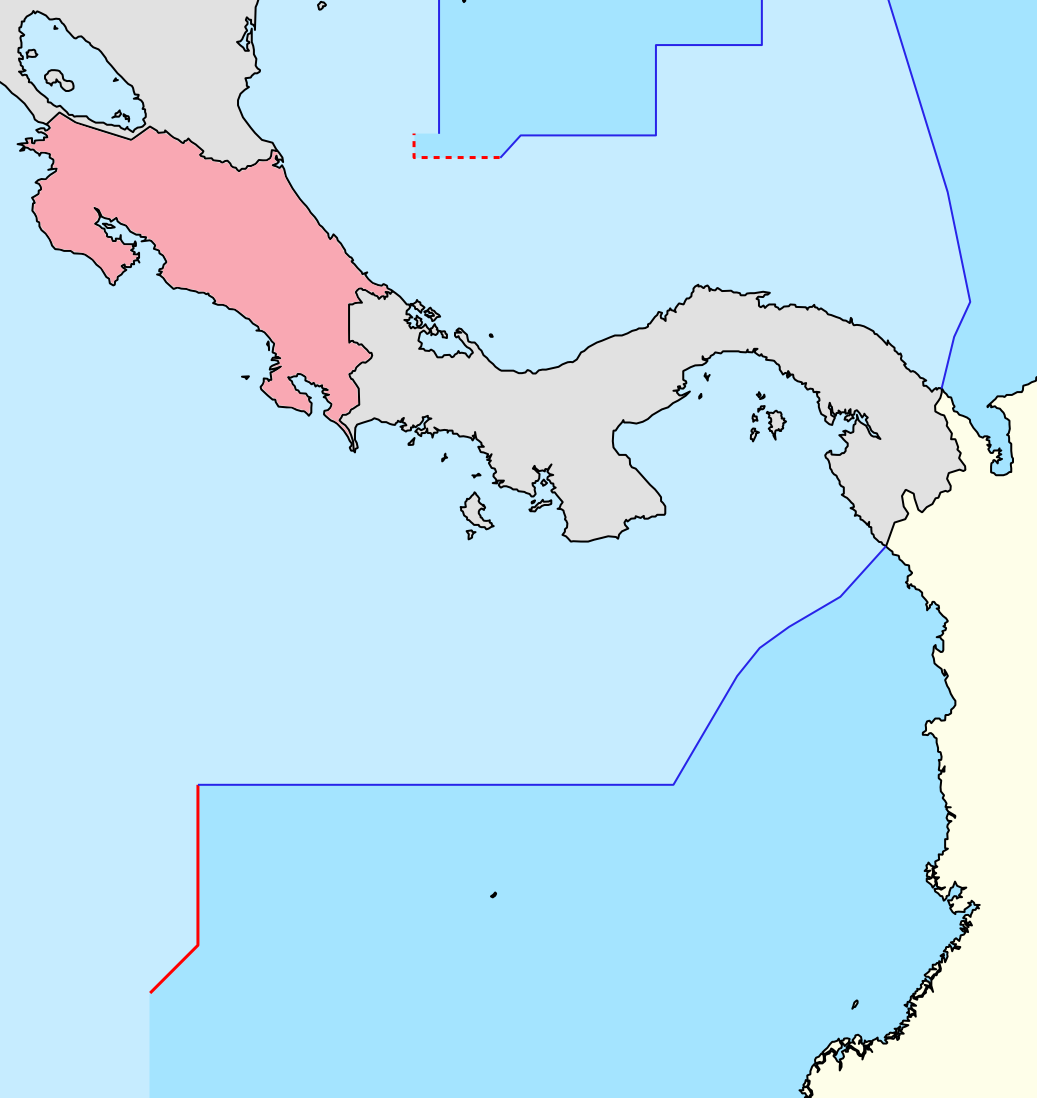
Frontera entre Colombia y Costa Rica.

Colombia comparte con Costa Rica límites tanto en el Pacífico como en el Caribe. Ambos fronteras fueron delimitadas separadamente, siendo la del Caribe aún no ratificada por el Congreso de Costa Rica debido a la problemática que se ha venido presentando con la demarcación de la frontera de ambos países con Nicaragua. El tratado que sirvió para tal propósito es el Tratado Facio-Fernández, firmado el 17 de marzo de 1977 entre el embajador plenipotenciado de Colombia en Costa Rica, Heraclio Fernández Sandoval, y el ministro de relaciones exteriores de Costa Rica, Gonzalo Facio. El límite consiste de los siguientes puntos:
- Desde el punto de coordenadas 11°00′00″N 81°15′00″O / 11.00000, -81.25000 hasta el punto 10°49′00″N 81°26′14″O / 10.81667, -81.43722, y desde el anterior punto se sigue por el paralelo hasta llegar a las coordenadas 10°49′00″N 82°14′00″O / 10.81667, -82.23333.

La delimitación en el océano Pacífico de los espacios marinos y submarinos entre ambas naciones se hizo por medio del Tratado Gutiérrez-Lloreda, firmado en Bogotá el 6 de abril de 1984 entre Carlos José Gutiérrez y Rodrigo Lloreda Caicedo, ministros de relaciones exteriores de Costa Rica y Colombia respectivamente. Este tratado fue importante para Costa Rica, ya que es el primer reconocimiento internacional de las áreas marinas y submarinas que Costa Rica declara que le pertenecen, tomando como base la isla del Coco. La frontera es la siguiente:
- Desde el punto de coordenadas 05°00′00″N 84°19′00″O / 5.00000, -84.31667, donde termina el límite entre Colombia y Panamá, hasta el punto 03°32′00″N 84°19′00″O / 3.53333, -84.31667, y de este último el límite sigue hasta el punto 03°03′00″N 84°46′00″O / 3.05000, -84.76667.

### Ecuador

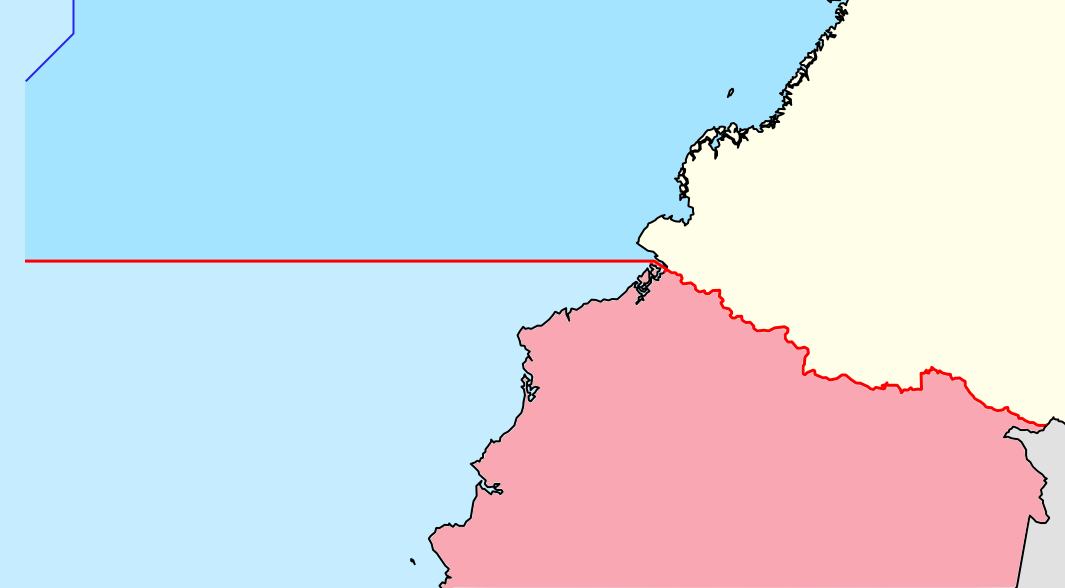
Frontera entre Colombia y Ecuador.

La delimitación de la frontera con Ecuador fue realizada mediante el Tratado Liévano-Lucio, firmado el 23 de agosto de 1975. Este acuerdo, suscrito entre Indalecio Liévano Aguirre y Antonio José Lucio Paredes, ministros de relaciones exteriores de Colombia y Ecuador respectivamente, determinó la frontera entre las áreas marinas y submarinas de la siguiente manera:
- A partir de la intersección de la prolongación de la frontera terrestre y de la confluencia de las áreas territoriales de ambos países, se marca un punto medio en la bahía Ancón de Sardinas; de aquí se continúa en línea recta a través del paralelo generado por este hasta encontrar las 200 millas náuticas correspondientes a cada país.

### Haití

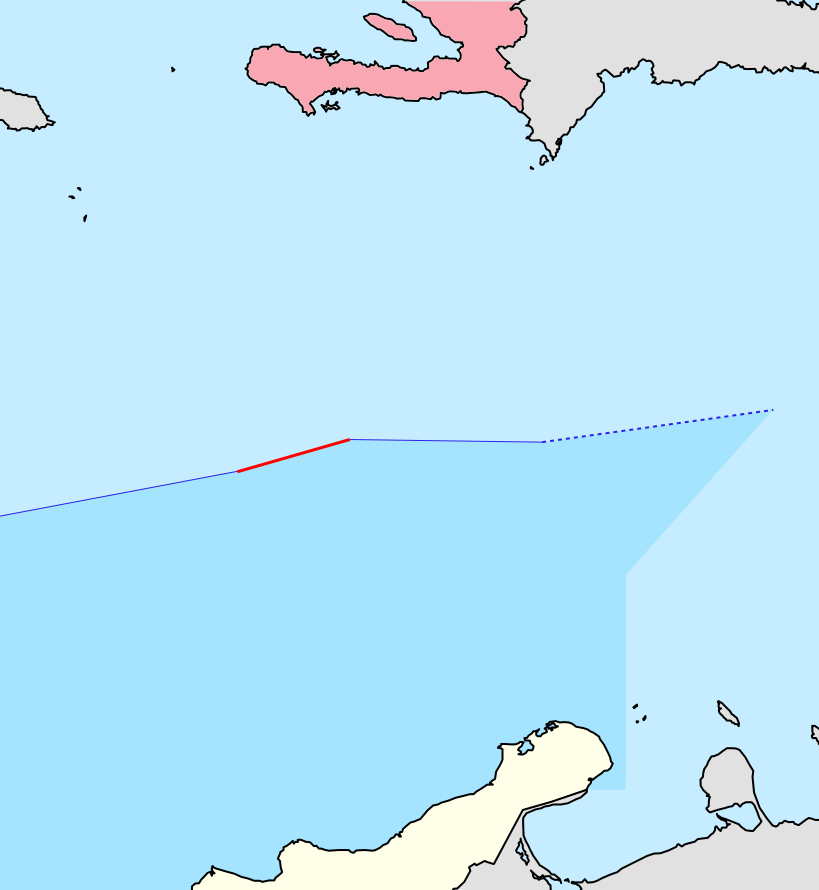
Frontera entre Colombia y Haití.

La demarcación de la frontera con Haití se realizó a través del Tratado Liévano-Brutus, firmado el 17 de febrero de 1978 en Puerto Príncipe por el ministro de relaciones exteriores de Colombia, Indalecio Liévano Aguirre, y el secretario de Estado de asuntos extranjeros y de cultos de Haití, Edner Brutus. Este tratado delimita la frontera entre ambos países con una sola recta que va entre los puntos de coordenadas 14°44′10″N 74°30′50″O / 14.73611, -74.51389 y 15°02′00″N 73°27′30″O / 15.03333, -73.45833.

### Honduras

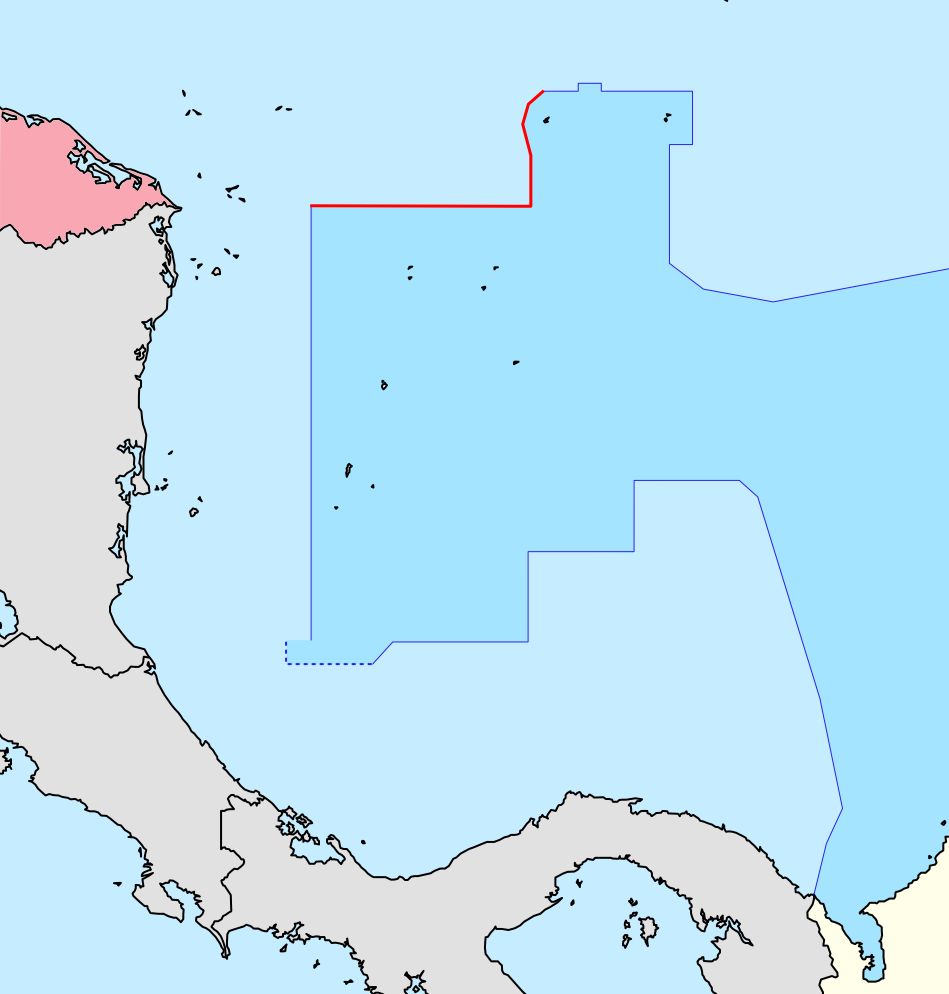
Frontera entre Colombia y Honduras.

El Tratado Ramírez Ocampo-López Contreras, suscrito en San Andrés (Colombia) el 2 de agosto de 1986, delimitó las áreas marinas y submarinas de Colombia y Honduras desde el punto de coordenadas 14°59′08″N 82°00′00″O / 14.98556, -82.00000 hasta el punto 16°04′15″N 79°50′32″O / 16.07083, -79.84222.
Debido a la ratificación del tratado por parte de Honduras en 1999, Nicaragua demandó a dicho país en el mes de diciembre de ese año ante la Corte Internacional de Justicia de La Haya por considerar que el Tratado Ramírez-López suscrito entre Colombia y Honduras le era lesivo. El 8 de octubre de 2007 la Corte falló tal diferendo marítimo entre Honduras y Nicaragua otorgándole a Honduras la soberanía sobre los cayos Bobel, South, Savanna y Port Royal, estableciendo además que el paralelo 15 no constituía la frontera marítima entre Nicaragua y Honduras ya que ante la imposibilidad de la Corte Internacional de definir puntos de base y construir una línea equidistante que establezca el límite marítimo único, esta propuso tomar en cuenta el "método de la bisectriz" a partir de las costas de cada país, llegando por lo tanto la frontera marítima honduro-nicaragüense a limitar con aguas bajo soberanía de Jamaica.

### Jamaica

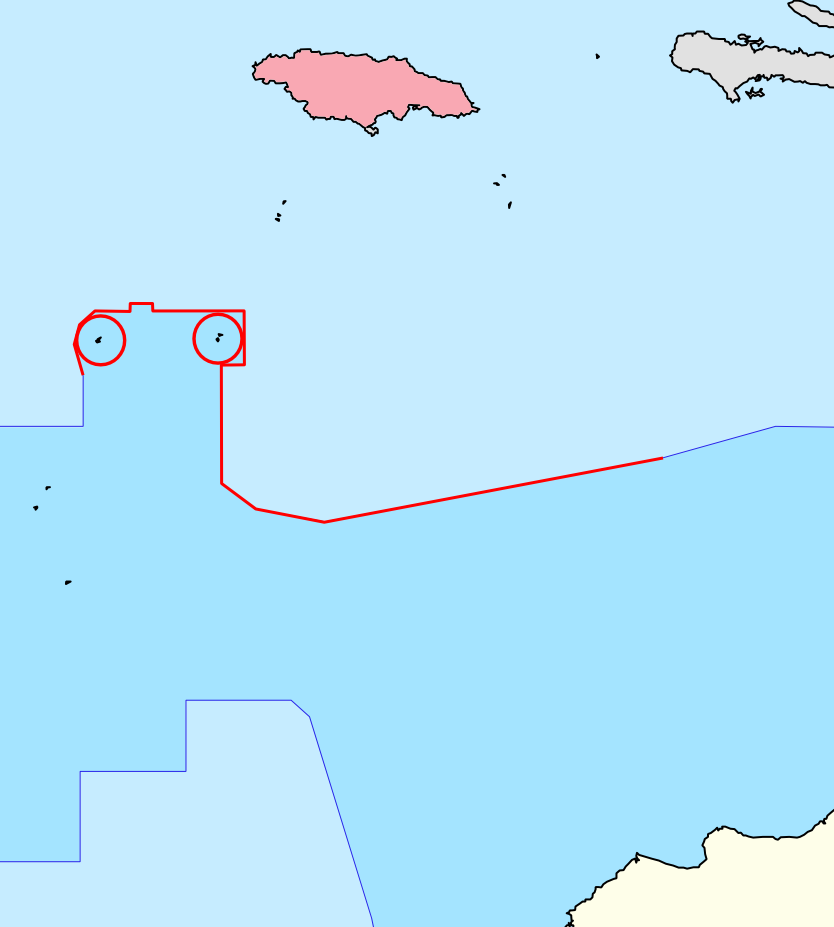
Frontera entre Colombia y Jamaica.

La delimitación con Jamaica se llevó a cabo por medio del Tratado Sanín-Robertson, firmado el 12 de noviembre de 1993. La frontera consta de 2 secciones, una que va desde donde termina el límite marino con Honduras (16°04′15″N 79°50′32″O / 16.07083, -79.84222) hasta el punto 14°29′37″N 78°38′00″O / 14.49361, -78.63333, y de este hasta el límite con Haití (14°44′10″N 74°30′50″O / 14.73611, -74.51389). La primera sección enmarca una zona de administración conjunta, control, exploración y explotación de los recursos vivos, llamada Área de Régimen Común.

### Panamá

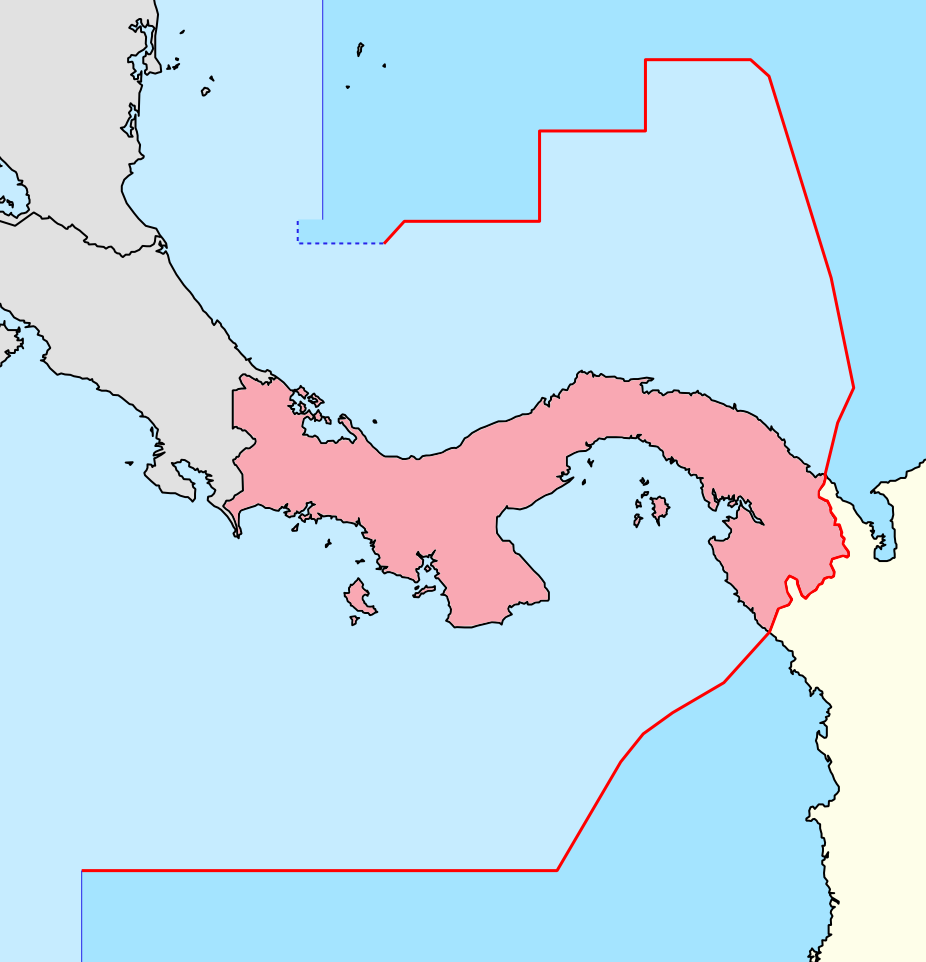
Frontera entre Colombia y Panamá.

Las fronteras marítimas con Panamá en ambos océanos se delimitaron por medio del Tratado Liévano-Boyd firmado el 20 de noviembre de 1976 suscrito entre Indalecio Liévano Aguirre y Aquilino Boyd, ministros de relaciones exteriores de Colombia y Panamá, respectivamente. El tratado delimita la parte correspondiente al mar Caribe como sigue:
- La línea media en la que todos los puntos son equidistantes de los puntos más cercanos a las líneas de base, desde donde cada nación mide la anchura de su mar territorial, desde el punto en el que la frontera terrestre toca el mar en el cabo Tiburón (08°41′7.3″N 77°21′50.9″O / 8.685361, -77.364139) hasta el punto situado a 12°30′00″N 78°00′00″O / 12.50000, -78.00000.
- Comenzando por el punto situado a 12°30′00″N 78°00′00″O / 12.50000, -78.00000, la delimitación de las áreas marinas y submarinas que pertenecen a cada una de las dos naciones consiste en una serie de líneas rectas, hasta el punto de coordenadas 11°00′00″N 81°15′00″O / 11.00000, -81.25000, donde comienzan los límites con Costa Rica.

La delimitación correspondiente al océano Pacífico es:
- Desde el punto medio entre Puntas Cocalito y Ardita, de coordenadas 07°12′39.3″N 77°53′20.9″O / 7.210917, -77.889139, punto donde termina la frontera terrestre entre ambas naciones, hasta el punto ubicado en las coordenadas 05°00′00″N 79°52′00″O / 5.00000, -79.86667. En este punto termina la línea media en la que todos los puntos son equidistantes de los puntos más cercanos a las líneas de base, desde donde cada nación mide la anchura de su mar territorial.
- Comenzando del punto ubicado en las coordenadas 05°00′00″N 79°52′00″O / 5.00000, -79.86667 se sigue por su paralelo hasta el punto de coordenadas 05°00′00″N 84°19′00″O / 5.00000, -84.31667, donde comienza la delimitación con Costa Rica.

### República Dominicana

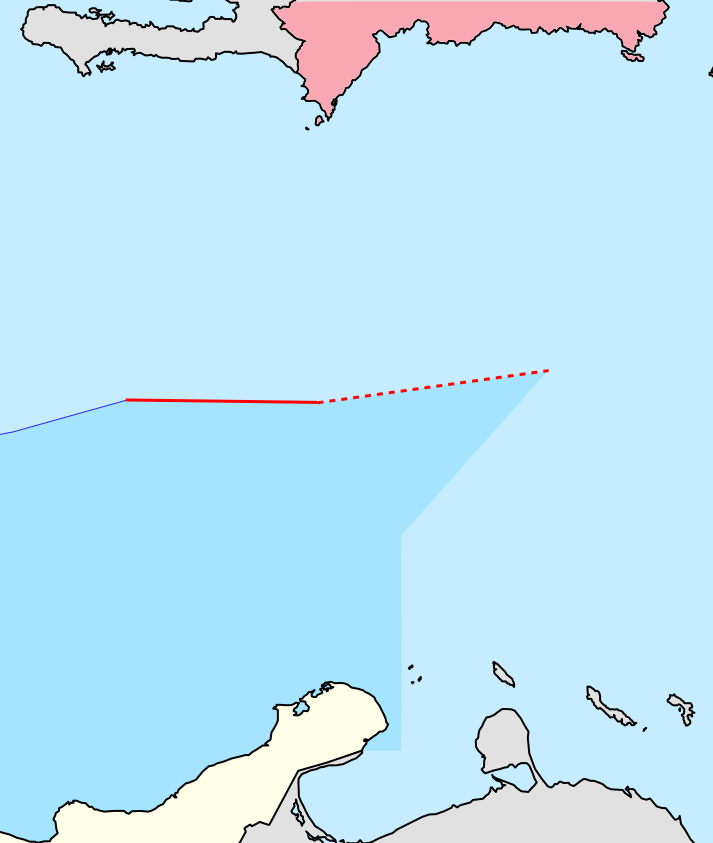
Frontera entre Colombia y República Dominicana.

Este límite fue determinado con el Tratado Liévano-Jiménez, firmado el 13 de enero de 1978. Así mismo este acuerdo establece la existencia de una Zona de Investigación Científica y Explotación Pesquera Común, en la cual cada país tiene derechos de pesca y de investigaciones relativas a los recursos vivos del área sin por ello ser perjuicio a la soberanía de ambas naciones. La delimitación consiste en 2 tramos:
- Desde el punto de coordenadas 15°02′00″N 73°27′30″O / 15.03333, -73.45833, donde termina el límite con Haití, hasta el punto 15°00′40″N 71°40′30″O / 15.01111, -71.67500. Ambos puntos enmarcan el Área de Pesca Común.
- A partir del punto anterior se traza una recta hasta las coordenadas 15°18′00″N 69°29′30″O / 15.30000, -69.49167.

Debido a la imposibilidad de un acuerdo sobre áreas marinas entre Colombia y Venezuela, al último tramo se le denomina "Proyección" ya que este último país siguiendo los pasos de Colombia firmó un tratado el 3 de marzo de 1979, cuyo trazado se sobrepone al límite colombo-dominicano.

### Diferendo con Nicaragua

Delimitación entre Colombia y Nicaragua de acuerdo al fallo de la Corte Internacional de Justicia. Las zonas en cuestión:
Mar de Colombia
Área de Régimen Común Colombia-Jamaica
Mar que era administrado por Colombia, y que el fallo de La Haya asignó a Nicaragua
Mar de Nicaragua

La delimitación con Nicaragua se realizó por medio del Tratado Esguerra-Bárcenas, el cual se firmó el 24 de marzo de 1928. Por medio de este Colombia reconocía la Costa de Mosquitos e islas adyacentes como propiedad nicaragüense, mientras que Nicaragua reconocía la soberanía colombiana sobre el archipiélago de San Andrés y Providencia, todas ellas cedidas al Virreinato de Nueva Granada (antecesora de la actuales repúblicas de Colombia, Ecuador y Panamá) por medio de la Real Cédula de 1803.
El problema con este acuerdo es que durante la época que se firmó no existía aún el denominado derecho del mar, por lo que Nicaragua a partir de la década de 1980 declaró nulo tal tratado, alegando que era una violación a su soberanía y que en aquella época estaba ocupada militarmente por los Estados Unidos. Así mismo comenzó a reclamar como propios los cayos Roncador, Quitasueño y Serrana, que en dicho año estaba en litigio entre Colombia y los Estados Unidos y no estaban incluidos en el tratado de 1928.
A partir de la declaración de nulidad del tratado por parte de Nicaragua, ambos países han tenido diferentes roces diplomáticos a raíz del hecho. El más importante ha sido que el gobierno de Nicaragua llevó el caso ante la Corte Internacional de Justicia de La Haya el 6 de diciembre de 2001. Colombia consideró la anulación del tratado como un acto unilateral y por ende violatorio de la legislación internacional, presentando su apelación ante la Corte.
La CIJ falló el 13 de diciembre de 2007, declarando que si bien el Tratado Esguerra-Bárcenas si aclaró la soberanía de Colombia sobre el archipiélago de San Andrés y Providencia, no hizo lo propio sobre los cayos de Roncador, Serrana y Quitasueño y no resolvió el límite entre las áreas marinas y submarinas entre ambos países.
El 19 de noviembre de 2012 la Corte Internacional de Justicia ratificó que todos los cayos, Roncador, Quitasueño, Serrana, Serranilla, Bajo Nuevo, Albuquerque y Este Sudeste, en disputa con Nicaragua, pertenecen a Colombia, sin embargo, redefinió la pertenencia del mar territorial entre ambos países otorgando un 40% de las posesiones marítimas de Colombia a Nicaragua.

### Diferendo con Venezuela

Diferendo limítrofe en el golfo de Venezuela.

El conflicto por la delimitación de las áreas en el golfo de Venezuela es una consecuencia directa del conflicto por la delimitación de la frontera terrestre, que se inició prácticamente desde la colonia y tuvo su auge en el siglo XIX, especialmente luego desde la separación de la Gran Colombia.
Desde 1830 ambas naciones empezaron negociaciones sobre una frontera terrestre acorde a sus intereses, la mayoría de los cuales buscaba dividir la península de la Guajira en dirección longitudinal. Una vez éstos acuerdos fracasaron por causa de exigencias incompatibles de ambas partes, los interesados solicitaron un fallo de la Corona Española, el cual se hizo público en 1891, pero que no se pudo delimitar en el terreno debido a algunas indicaciones geográficas imprecisas. Tras una larga serie de negociaciones bilaterales, se solicitó un segundo fallo al Consejo Federal Suizo (1922) y otra ronda de negociaciones llevaron, apenas en 1941, hacia un arreglo fronterizo definitivo.
Tras la firma de este tratado y la declaración de las naciones sobre el derecho del mar, el problema de la delimitación en tierra y su extensión en las áreas marinas del Golfo se agravó ya que se considera que este posee una gran importancia estratégica por la existencia de petróleo en el mismo como una de las razones que motivan la disputa entre las partes en tiempos modernos.
Uno de los principales problemas de delimitación en el golfo de Venezuela surge a raíz del reconocimiento de la soberanía venezolana que, inconsulto, el canciller colombiano en 1952 Juan Uribe Holguín otorgó sobre el archipiélago Los Monjes, durante el gobierno del presidente interino Roberto Urdaneta Arbeláez. Si bien el congreso colombiano no avaló en su momento las declaraciones del canciller, con el tiempo ha reconocido la preponderancia del acuerdo internacional.